# Amphicoma pectinata
Amphicoma pectinata là một loài bọ cánh cứng trong họ Glaphyridae. Loài này được Lewis miêu tả khoa học năm 1895.